# Plicofollis polystaphylodon
Plicofollis polystaphylodon är en fiskart som först beskrevs av Bleeker, 1846.  Plicofollis polystaphylodon ingår i släktet Plicofollis och familjen Ariidae. Inga underarter finns listade i Catalogue of Life.